# Równina Bełska

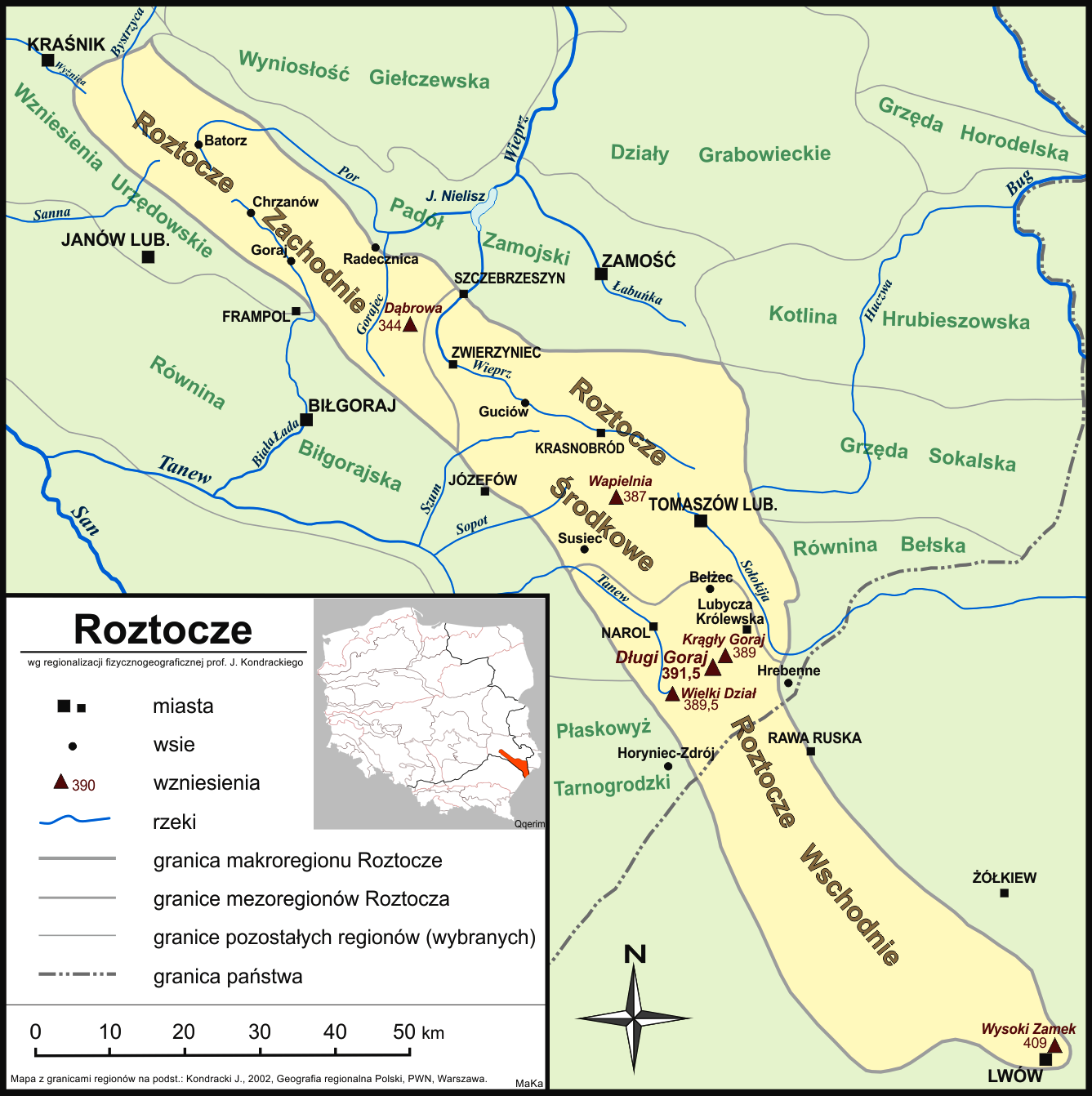
Równina Bełska na mapie Roztocza

Równina Bełska (851.21) – mezoregion fizycznogeograficzny w południowo-wschodniej Polsce i na Ukrainie, między Roztoczem i Grzędą Sokalską. Jest to jedyna część Kotliny Pobuża leżąca na obszarze Polski; leży ona w widłach rzek: Sołokiji i jej dopływu Rzeczycy. Równina Bełska jest regionem rolniczym.
Region jest równiną o falistej powierzchni denudacyjnej, rozwiniętej na marglach górnokredowych. Ku południu przechodzi on w płaskie równiny akumulacyjne tarasów nadzalewowych i zalewowych.
Główną miejscowością na obszarze Równiny Bełskiej jest miasto Bełz na Ukrainie. Po stronie polskiej na terenie regionu leżą m.in. Jarczów, Ulhówek i Korczmin.
W Polsce Równina Bełska obejmuje północną część gmin: Jarczów i Ulhówek, północno-wschodnią część gminy Lubycza Królewska, południowo-wschodni fragment gminy Tomaszów Lubelski oraz południowy klin gminy Dołhobyczów.

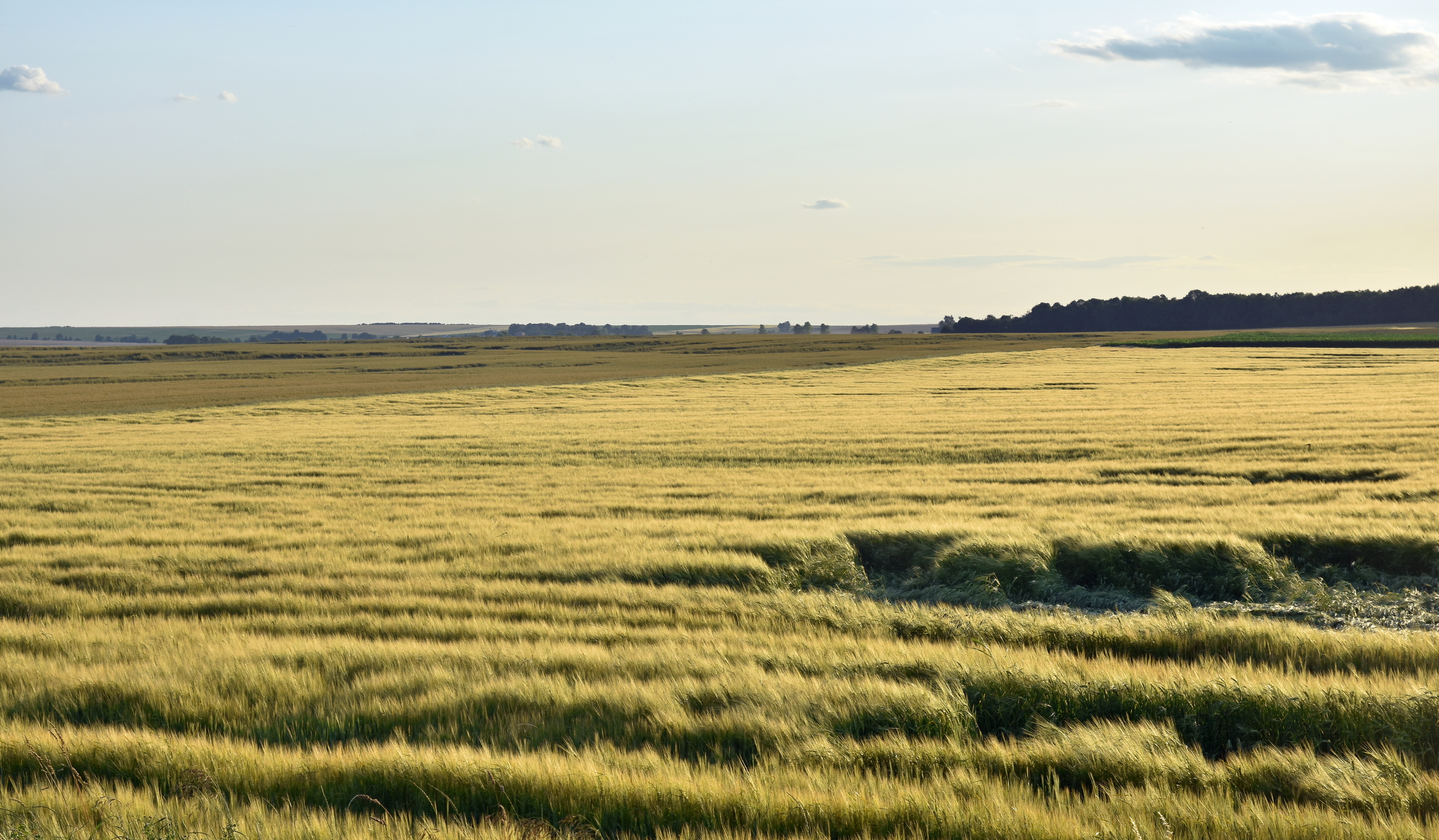
Widok równiny w Machnowie Nowym
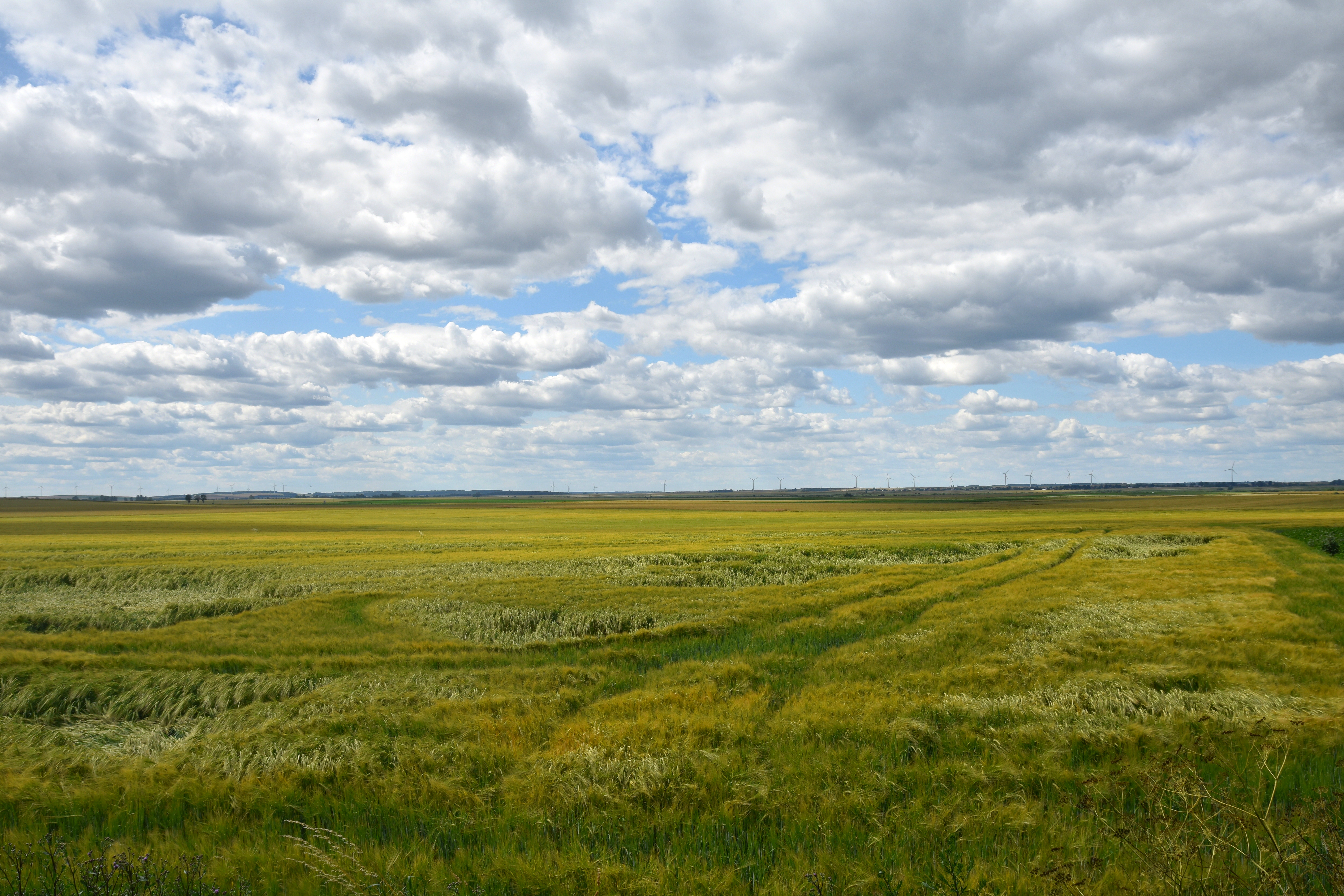
Widok równiny w Dyniskach
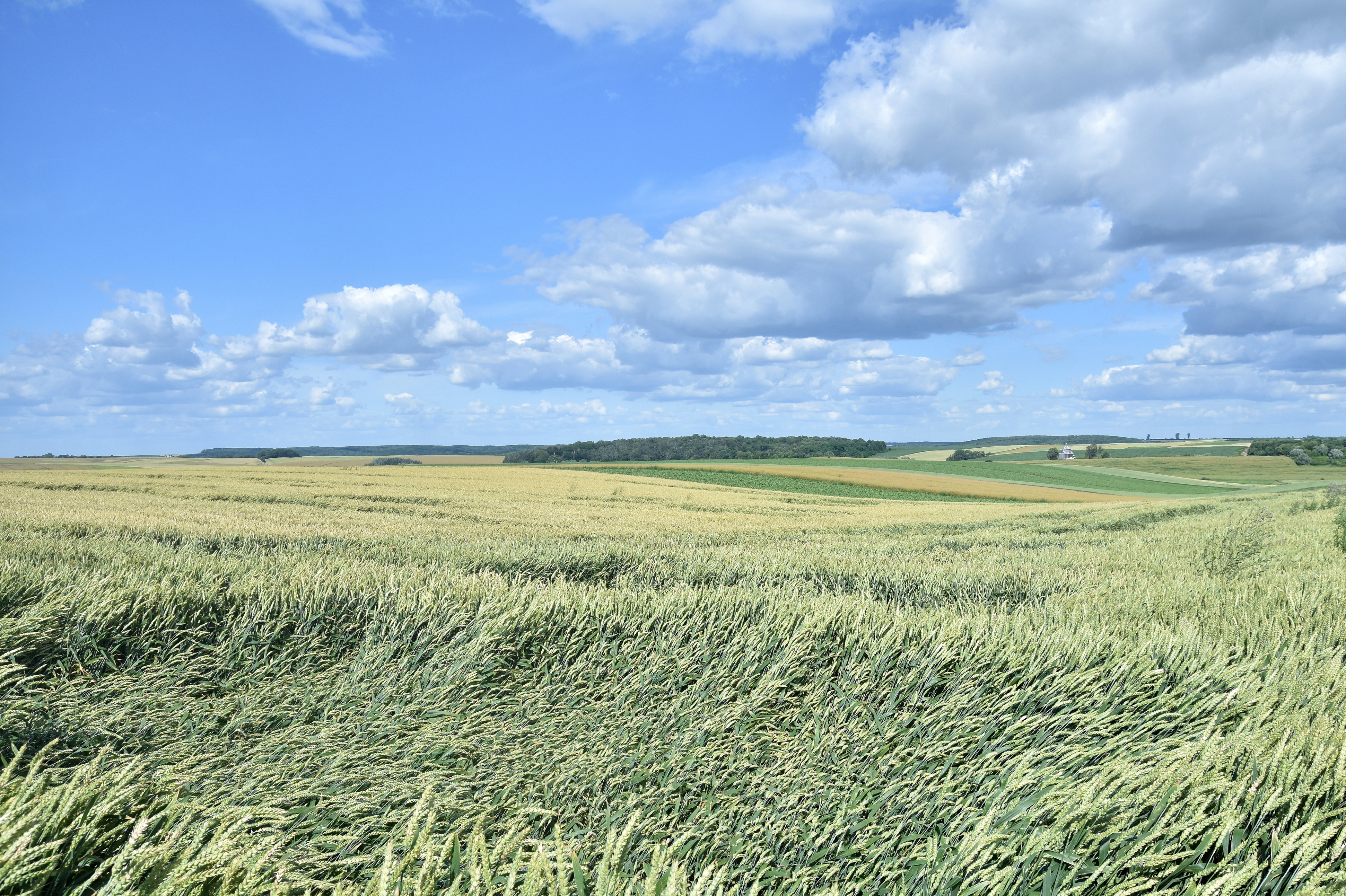
Widok równiny w Mycowie